# Karma Rx

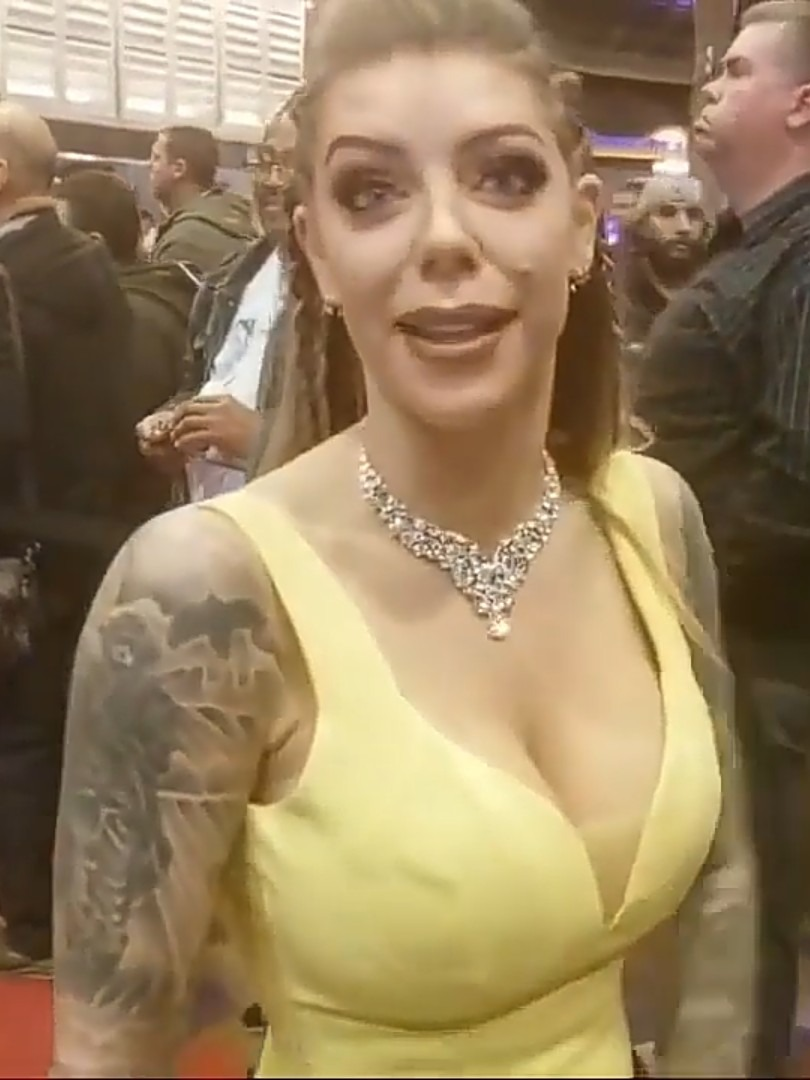
Karma Rx, 2019

Karma Rx (* 21. Januar 1993 in Fillmore) ist eine US-amerikanische Pornodarstellerin.

## Leben
Bevor Rx aus dem kalifornischen Fillmore zur Hardcorebranche kam, arbeitete sie drei Jahre lang in einem Vape- und Tattoo-Shop. Zuvor soll Rx viereinhalb Jahre lang obdachlos gewesen sein. Sie begann im Sommer 2015, als sie ihren Premium-Snapchat-Account erstellte. Innerhalb kürzester Zeit hatte sie aufgrund ihrer schlüpfrigen öffentlichen Shows eine Fanbasis gefunden.
Angespornt durch den Erfolg ihrer Social-Networking-Kanäle und Webcamming-Sitzungen (die sie weiterhin unter dem Namen „karmarx“ hostet), begann Rx im Sommer 2017 erstmals, in der Erotikfilmbranche zu arbeiten. Rx unterschrieb bei der Agentur ATMLA im August 2017 einen 60-tägigen Leistungsvertrag mit Mindgeek. Dieser Vertrag ermöglichte ihr, für renommierte Produktionsfirmen wie Reality Kings, Brazzers und Digital Playground zu drehen. Aufgrund ihrer Tätowierungen ist sie sehr bekannt für ihre Darstellungen in Filmen des Genre Tattoo, wie beispielsweise der Serie Naughty Tattooed Girls, Cum On My Tattoo und Axel Brauns Inked.
Während dieser Zeit drehte Karma ihre ersten Sexszenen mit Ramon Nomar für die Porno-Site Reality Kings. Sie hat derzeit ca. 2,4 Millionen Follower auf Instagram.

## Auszeichnungen
- 2018: NightMoves Awards – Best Ink (Fan’s Choice)[1][2]
- 2019: NightMoves Awards – Best Boobs (Fan’s Choice)
- 2019: XBIZ Award – Best New Starlet[3]
- 2019: Pornhub Award – Hottest Inked Model[4]
- 2019: Inked Awards – Starlet of the Year
- 2019: Inked Awards – Group Scene of the Year
- 2020: AVN Award – Best POV Sex Scene (in Manuels Fucking POV 12 mit Manuel Ferrara)[5]

## Filmografie (Auswahl)
- 2017: Cum on My Tattoo: Karma Rx
- 2017: Daddy Creampie Lots of Crying
- 2017: GG Double Dildo Reya Sunshine
- 2017: Hold the Moan 1
- 2017: Just Hanging Boobs
- 2017: Karma Rx First Ever Blowjob
- 2017: Naughty Office 23639
- 2017: POV BJ Facial and Squirt
- 2017: POV Schoolgirl Creampie
- 2017: POV Schoolgirl Suck and Fuck
- 2018: Aggressive POV 2
- 2018: All Access POV 2
- 2018: Axel Braun’s Inked 4
- 2018: Beautiful Tits 5
- 2018: Big Tit Office Chicks 6
- 2018: Carnal
- 2018: Cum On My Tattoo 9
- 2018: Hot In The Pink
- 2018: Karma's In A Costume While She Masturbates
- 2018: Lesbian Squirting Gangbang
- 2018: Orgy House
- 2018: She Wants Us Both
- 2018: Tattooed Girls 3
- 2018: The Booty Movie 7
- 2019: Anal Behavior 3
- 2019: Axel Braun’s Dirty Talk 3
- 2019: Bad Karma
- 2019: Big Wet Interracial Tits 4
- 2019: Boober 3
- 2019: Busty Housewives 7
- 2019: Fuck Club 3
- 2019: Interracial Blowbang: Karma Rx
- 2019: Karma Rx Approaches Anal With Caution
- 2019: Manuel's Fucking POV 12
- 2019: Out with a Bang
- 2019: Raw 37
- 2019: Sneaky Sex 10
- 2019: Sorority Hookup: Party Never Ends
- 2020: Ass Fucked N Face Fucked
- 2020: Big Tits Round Asses 61
- 2020: Dark Side of Karma RX
- 2020: Dick Sucking in Session
- 2020: Filling Karma RXs Pussy ChadWhiteXxx
- 2020: Karma Rx and Leo Vice Passionately Fucking in Hotel Room
- 2020: Karma Uses A Vibrator to Make Herself Cum
- 2020: Karma's Banging Her Beaver In The Bathtub
- 2020: Schoolgirl Karma Has Fun with Her Hitachi
- 2020: Top Heavy Sluts 2
- 2021: Interracial Blowbang: Karma Rx's Second Appearance
- 2021: Karma Rx Homemade Pov Creampie
- 2021: Karma Rx: Deepthroating and Anal Domination
- 2021: Karma's Ass Is Served
- 2021: Karma's Eating Gianna In Her Torn Jeans
- 2021: Mistress's Feet Treat
- 2021: Pool Boys Get More Pussy Than Boy Bands
- 2021: Pussy Is the Best Medicine 6
- 2021: Sucking Dick for a Ride
- 2022: Blonde Bimbo Karma Stuffs A Toy In Her Twat
- 2022: Creampie Workout
- 2022: Dirty Masseur 25
- 2022: Jasmine Wilde and Karma Rx Tag Team a Hard Cock
- 2022: Karma Bounces Her Tits While Giving Joi
- 2022: Karma RX and Cory Chase In Step Daughter Shares Her Love with Mommy
- 2022: Karma Rx Live
- 2022: Naughty Office 83
- 2022: Rx-rated Deepthroating
- 2022: Tonight's Girlfriend 30992
- 2023: Dirty Masseur 26
- 2023: Karma Rx Likes It Rough
- 2023: My First Sex Teacher 31868
- 2023: Pornstars Like It Big 30
- 2023: Sluts Who Are Down To Fuck 3
- 2023: Tonight's Girlfriend 121
- 2023: Tushy Raw V51